# Wiesława Kozek
Wiesława Kozek (ur. 1951 w Wyszkowie nad Bugiem) – polska socjolog, profesor tytularny w zakresie nauk społecznych.

## Życiorys
W 1974 roku ukończyła studia socjologiczne w Instytucie Socjologii Uniwersytetu Warszawskiego. Doktoryzowała się w 1979 roku w Instytucie Filozofii i Socjologii PAN, natomiast habilitację uzyskała w 1990 roku pracą pt. Reformy gospodarcze a społeczeństwo na Wydziale Filozofii i Socjologii Uniwersytetu Warszawskiego. Przed przejściem na emeryturę pracowała na Wydziale Socjologii Uniwersytetu Warszawskiego na stanowisku kierownika katedry Socjologii Ekonomicznej i Spraw Publicznych. Promotor jedenastu prac doktorskich. Tytuł profesora w zakresie nauk społecznych odebrała z rąk prezydenta RP Bronisława Komorowskiego w roku 2015.
Do jej zainteresowań naukowych zaliczają się: zbiorowe stosunki pracy (Labour Relations), transformacja rynku pracy, kultura i zmiana organizacyjna, nowe typy pracy i nowe zawody, ewaluacja projektów rynku pracy oraz socjologiczne aspekty zarządzania zasobami ludzkimi w polskich firmach. Kierowała w Polsce projektem PIQUE "Privatisation of Public Services and the Impact on Quality, Employment and Productivity" w 6. Programie Ramowym Unii Europejskiej (2006-2009), przeprowadziła ewaluację Europejskiego Funduszu Społecznego dla Komisji Europejskiej w ramach projektu "Ex-post evaluation of the 2000-2006 ESF: Impact on the functioning of the labour market and on the investment in human capital infrastructure through support to systems and structures" (2010), projektem COPE "Combating Poverty in Europe: Re-organising Active Inclusion through Participatory and Integrated Modes of Multilevel Governance" w 7. Programie Ramowym Unii Europejskiej.

## Wybrane publikacje
- Reformy gospodarcze a społeczeństwo, 1989.
- Praca w warunkach zmian rynkowych: wybrane zagadnienia, 1994.
- Społeczeństwo polskie w perspektywie globalizacji i integracji europejskiej, 1997.(wspólnie z Aleksandrą Lompart)
- Opinie przedsiębiorców sektora MŚP o prowadzeniu działalności gospodarczej, 2000.
- Instytucjonalizacja stosunków pracy w Polsce (red.), 2003.
- Załamanie porządku etatystycznego (red.), 2005.
- Gra o jutro usług publicznych (red) 2011
- Polaktor. Aktorzy na rynku pracy, 2011 (wspólnie z Julią Kubisą)
- Rynek pracy. Perspektywa instytucjonalna, 2013
- Utrzymać się na powierzchni. O walce z biedą w pięciu krajach europejskich w perspektywie indywidualnego sprawstwa, 2017. (wspólnie z Julia Kubisa i Marianną Zieleńską)
- NSZZ „Solidarność” wobec nowych wyzwań od roku 1989, 2020